# Oviken
Oviken är en småort i Ovikens distrikt i nordöstra delen av Bergs kommun och kyrkort i Ovikens socken i Jämtland. Oviken ligger på en ås mellan Sannsundet i öster och Myrviken i väster. 
Orten har anor från medeltiden i södra Storsjöbygden. Ovikens gamla och nya kyrka ligger här. Tidigare fanns bank, post och livsmedelsaffär på orten. Ovikens skola, med anor från 1651, var en grundskola som lades ner sommaren 2009. Våren 2010 invigdes i lokalen Ovikens nya församlingsgård. 
I Oviken har travsporten en stark tradition. Redan på 1920-talet kördes det istrav och sedan Ovalla byggdes 1971 har det årligen körts sommartrav. Banan är en 800-metersbana med ett upplopp på 140 meter. 
Oviken har en liten flygplats med grässtråk som används sommartid, främst av sportflyget. 
I Oviken finns betydande uranfyndigheter.

## Kända personer från Oviken
- Lisa Thomasson, sångerska